# 滨海欧尔
滨海欧尔（法語：Aure sur Mer，法語發音：[ɔʁ syʁ mɛʁ]）是法国卡尔瓦多斯省的一个市镇，属于巴约区。该市镇于2017年1月1日由原市镇圣奥诺里娜-德佩尔特和吕西合并而成，行政中心位于圣奥诺里娜-德佩尔特。

## 地名
“欧尔”（Aure）得名于流经该地的歐爾河。

## 地理
滨海欧尔（49°20'50"N, 0°48'26"W）面积10.55 平方千米，位于法国诺曼底大区卡爾瓦多斯省，该省份为法国西北部沿海省份，北濒大西洋英吉利海峡，东北与滨海塞纳省以海上边界相接，东临厄尔省，南至奧恩省，西与芒什省接壤。
与滨海欧尔接壤的市镇（或旧市镇、城区）包括：贝桑港-于潘、埃特雷昂、莫勒、叙兰、滨海科勒维尔。
滨海欧尔的时区为UTC+01:00、UTC+02:00（夏令时）。

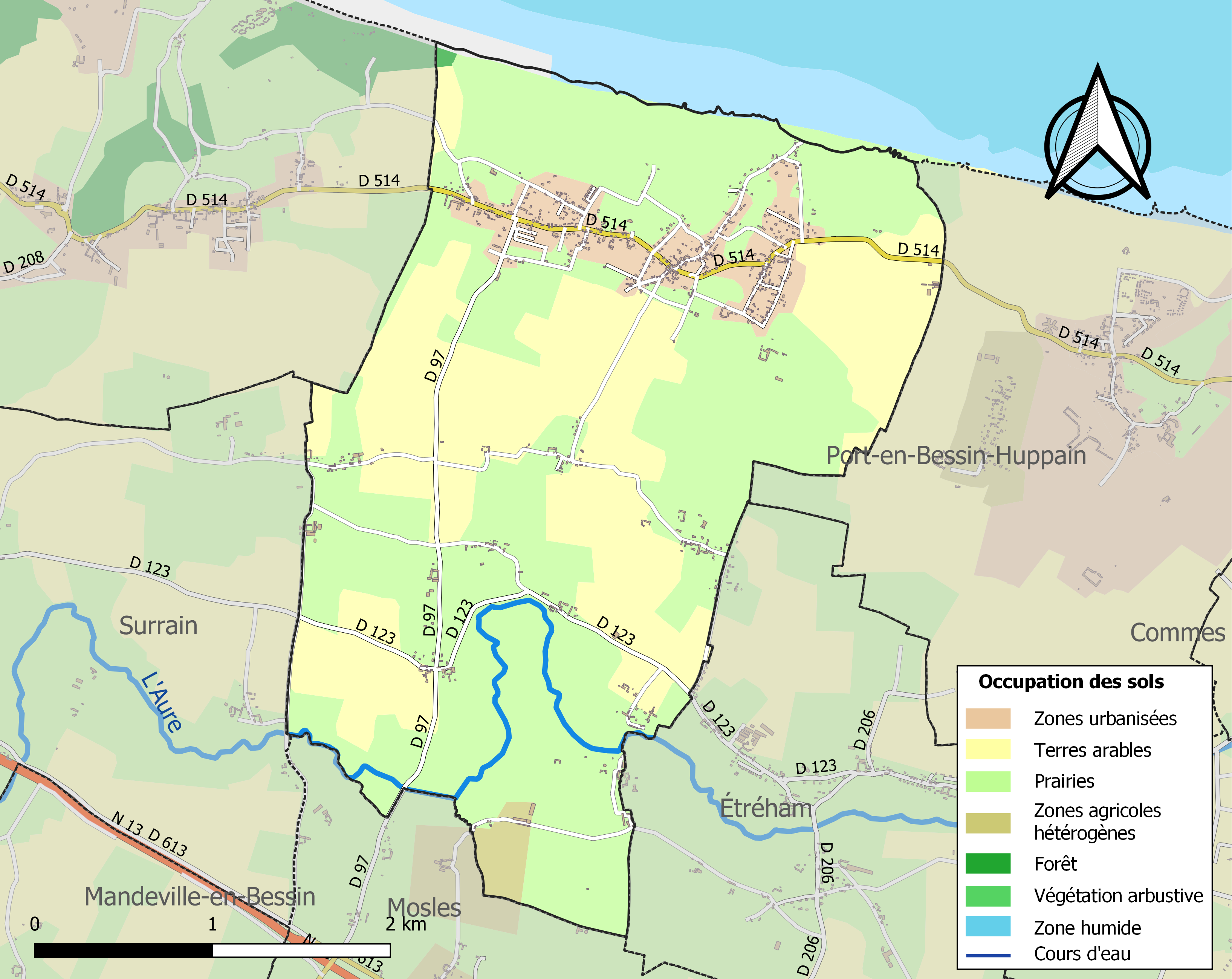
滨海欧尔的OSM定位图

## 行政
滨海欧尔的邮政编码为，INSEE市镇编码为14591。

## 政治
滨海欧尔所属的省级选区为特雷维耶尔县。

## 人口
滨海欧尔于2022年1月1日时的人口数量为697人。